# Hans Ulrich Klintzsch
Hans Ulrich Klintzsch (Lübbenau, 4 de noviembre de 1898 - 17 de agosto de 1959) fue un militar y activista alemán de ideología extremista. 
Tras el final de la Primera Guerra Mundial, el exteniente naval se unió a la Marine-Brigade Ehrhardt, una unidad extremista del Freikorps. Más tarde se afilió a la Organización Cónsul, y también del llamado Bund Wiking.
Estuvo relacionado con el asesinato de Matthias Erzberger en septiembre de 1921. Fue líder del Sturmabteilung (SA) entre 1921 y 1923, cuándo cedió el control a Hermann Göring. Colaboró en la fundación del Partido Nacionalsocialista en Berlín, enviando a Franz Jaenicke a la capital alemana para que cooperase en esta tarea. En 1924 pasó a la vida civil, aunque más tarde volvería al servicio militar. Durante la Segunda Guerra Mundial fue oficial de la Luftwaffe, llegando a mandar una unidad.
Klintzsch falleció el 17 de agosto de 1959, durante el matrimonio de su hijo Fridthjof.